# La questione russa
La questione russa (Русский вопрос) è un film del 1947 diretto da Michail Il'ič Romm.